# Sinthusa albidus
Sinthusa albidus är en fjärilsart som beskrevs av Evans 1925. Sinthusa albidus ingår i släktet Sinthusa och familjen juvelvingar. Inga underarter finns listade i Catalogue of Life.